# كفر عبده (المنوفية)
كفر عبده إحدى قرى مركز قويسنا التابع لمحافظة المنوفية في جمهورية مصر العربية.

## السكان
بلغ عدد سكان كفر عبده ومنشأة الخير 1,248 نسمة، حسب الإحصاء الرسمي لعام 2006.